# The Grateful Dead Movie
The Grateful Dead Movie je koncertní film z roku 1977. Ve filmu je zaznamenáno pět koncertů skupiny Grateful Dead. Koncerty byly nahrány ve Winterland Ballroom v San Franciscu v říjnu 1974.

## Seznam skladeb
| Pořadí | Název                           | Délka |
| ------ | ------------------------------- | ----- |
| 1.     | U.S. Blues                      |       |
| 2.     | One More Saturday Night         |       |
| 3.     | Goin' Down the Road Feelin' Bad |       |
| 4.     | Truckin'                        |       |
| 5.     | Eyes of the World               |       |
| 6.     | Sugar Magnolia                  |       |
| 7.     | Playing in the Band             |       |
| 8.     | Stella Blue                     |       |
| 9.     | Casey Jones                     |       |
| 10.    | He's Gone jam                   |       |
| 11.    | Morning Dew                     |       |
| 12.    | Johnny B. Goode                 |       |